# فلوريان مولات
فلوريان مولات (بالفرنسية: Florent Mollet)‏ (19 نوفمبر 1991 في فرنسا - ) هو لاعب كرة قدم فرنسي في مركز الوسط. لعب مع نادي ديجون ونادي كريتيل ونادي ميتز.

## روابط خارجية
- فلوريان مولات على موقع الاتحاد الأوربي (الإنجليزية)
- فلوريان مولات على موقع رابطة كرة القدم الفرنسية للمحترفين (الإنجليزية)
- فلوريان مولات على موقع قاعدة بيانات كرة القدم.إي يو (الإنجليزية)
- فلوريان مولات على موقع Soccerway.com (الإنجليزية)
- فلوريان مولات على موقع AS.com (الإسبانية)